# Minolta SR-T 303

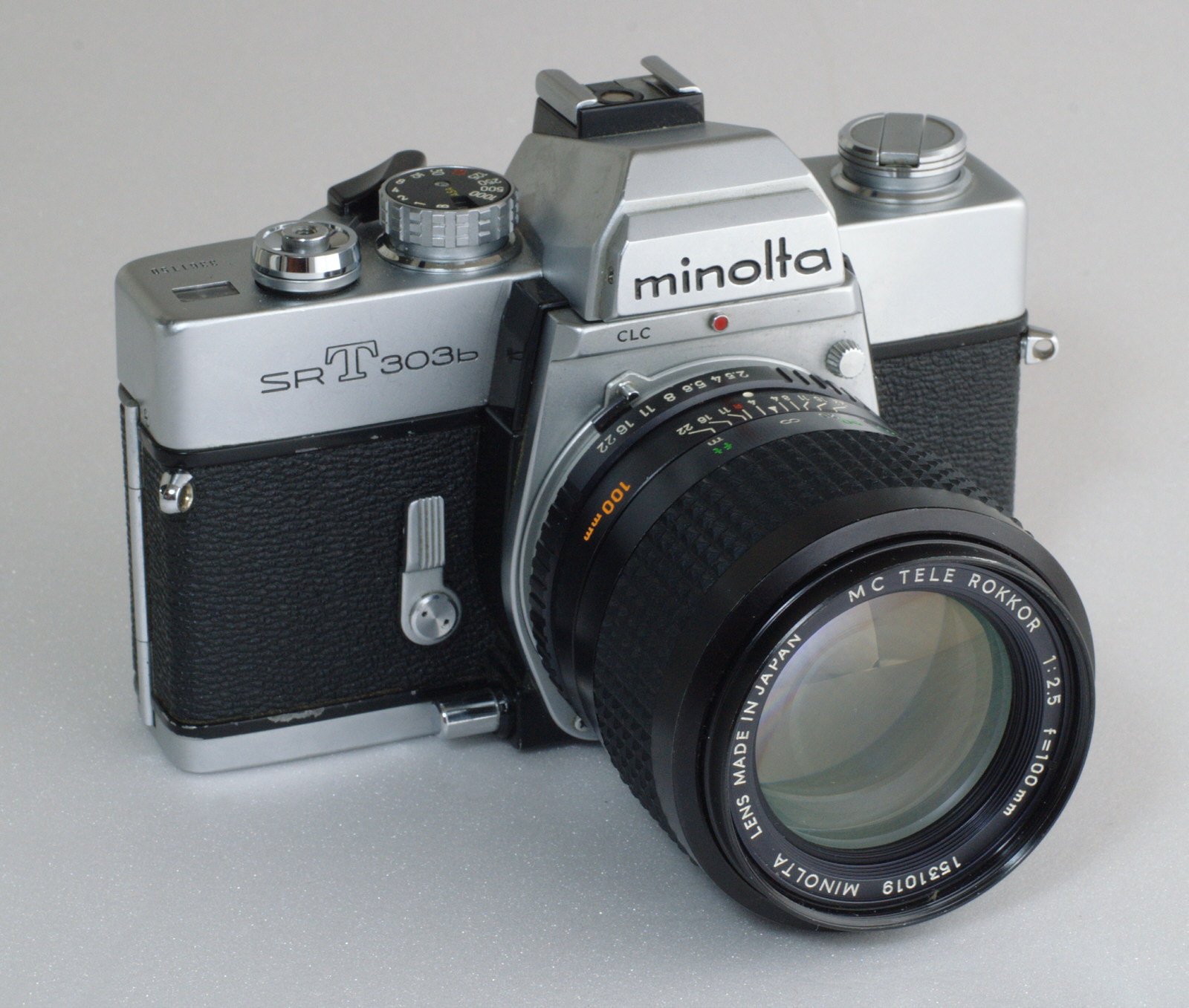
SR-T 303b mit Rokkor MC 2.5/100mm

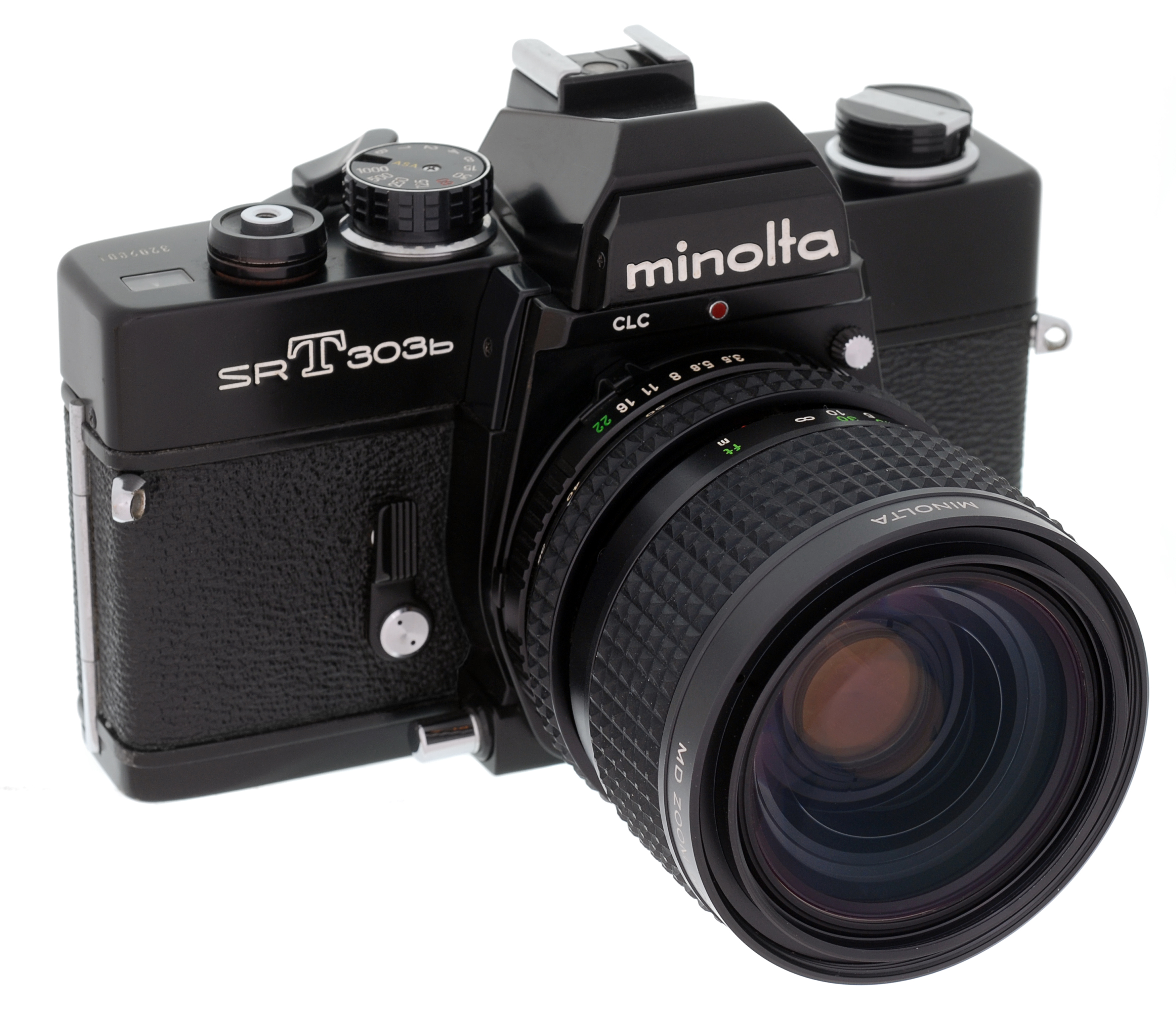
Minolta SR-T 303b mit schwarz lackiertem Gehäuse und Zoom-Rokkor 3,5/35-70 mm

Die Minolta SR-T 303 ist eine mechanische Kleinbild-Spiegelreflexkamera, die von der japanischen Firma Minolta in verschiedenen Varianten von 1973 bis 1980 hergestellt wurde. 
Die Minolta SR-T 303 verwendet die bereits in den Vorgängermodellen der SR-T 101 bewährte Technik und stellt einen Endpunkt in der Entwicklung der rein mechanischen Spiegelreflexkameras bei Minolta dar. 
Gegenüber dem vorhergehenden Spitzenmodell SR-T 101 erhielt die 303 zusätzlich eine Einrichtung für Doppelbelichtungen und eine Einspiegelung des eingestellten Blendenwerts in den Sucher. Weiterhin wurde der zentrale Mikroprismenfleck im Sucher durch eine Kombination aus Mikroprismenring und Schnittbildindikator ersetzt. Frühe Modelle der 303 wiesen noch die 
Möglichkeit auf, den Schwingspiegel manuell hochzuklappen, dies fiel bei dieser Modellreihe jedoch spätestens bei der SR-T 303b weg. Die getrennten Blitzanschlussbuchsen für FP- und X-Kontakt wurden zusammengefasst, die Umschaltung durch einen Drehschalter realisiert. Im Gegensatz zu einigen vereinfachten Varianten der SR-T 101 weisen alle SR-T 303 die sogenannte CLC-Belichtungsmessung mit zwei CdS-Sensoren auf. Ebenso haben alle 303er einen Mittenkontakt im Zubehörschuh sowie die SR-T 303b eine Halterung an der Gehäuserückwand für Filmpackungsabrisse.
Die verschiedenen Produktlinien von Minolta hatten auch marktstrategische Gründe. Zunächst wurde die Modellreihe SR-T 102 in SR-T 202 umbenannt, und es wurde ein Premium-Modell Super 303 auf den Markt gebracht. Die Kameras wurde dann ab 1975 als SR505 in Japan verkauft, während das Modell 303b speziell für den europäischen Markt entwickelt wurde.